# Carschinahütte
Die Carschinahütte ist eine Schutzhütte der Sektion Rätia des Schweizer Alpen-Clubs, in der Gebirgsgruppe Rätikon, im Schweizer Kanton Graubünden. Sie liegt nördlich von St. Antönien auf einer Höhe von 2236 m ü. M., unterhalb der Sulzfluh, in aussichtsreicher Lage mit Blick ins St. Antöniertal. Sie bietet 85 Schlafplätze und ist in der Sommersaison von Mitte Juni bis Mitte Oktober bewirtschaftet. Im Winter bietet sie einen Schutzraum für zehn Personen.

## Geschichte
Für die Konzeption und Gestaltung des Neubaus der Carschinahütte von 1968 war Jakob Eschenmoser verantwortlich, der bedeutendste Architekt von SAC-Hütten im 20. Jahrhundert. 1985 folgte ein erster Umbau und 1993 ein Erweiterungsbau.

## Zustiege und Touren
- Von der Postauto-Haltestelle St. Antönien Platz führt ein Wanderweg in der Schwierigkeit T1 hinauf zur Alp Bärgli unter dem Chüenihorn. Auf dessen Ostseite wird hoch über dem Tal traversiert, am Carschinasee vorbei, und in 2 ¾ Stunden die Carschinafurgga erreicht.
- Im Winter (T1) ist die Hütte von St. Antönien über Partnun und Brunnenegg in 2 ½ Stunden zu erreichen, von Partnun aus in 1 ¾ Stunden.

Die Hütte liegt am Prättigauer Höhenweg (mit Nr. 72 markiert) von Klosters nach Seewis im Prättigau sowie am grenzüberschreitenden Wanderweg Via Alpina.
Sie eignet sich als Ausgangspunkt für mehrtägige Touren von Hütte zu Hütte rund um den Rätikon. Die parallel verlaufenden Wanderwege auf der Nord- und Südseite der Bergkette sind durch einfach begehbare Übergänge verbunden. Es gibt zahlreiche Klettertouren an der Drusen-, Sulz- und Scheienfluh mit Kletterrouten im UIAA-Grad V. Auch Möglichkeiten zum Bouldern sind vorhanden. Seit Juli 2005 gibt es in der Südwand der Sulzfluh den ersten „offiziellen“ Klettersteig der Ostschweiz im Schwierigkeitsgrad D.

## Übergänge
- Drusa – Grüscher Älpli – Schuders
- Tilisunafürggli – Tilisunahütte
- Gruobenpass – Tilisunahütte
- Drusator – Lindauer Hütte
- Schweizertor oder Cavelljoch – Lünersee – Douglasshütte
- Golrosa – Schesaplanahütte
- Madrisahütte
- Totalphütte

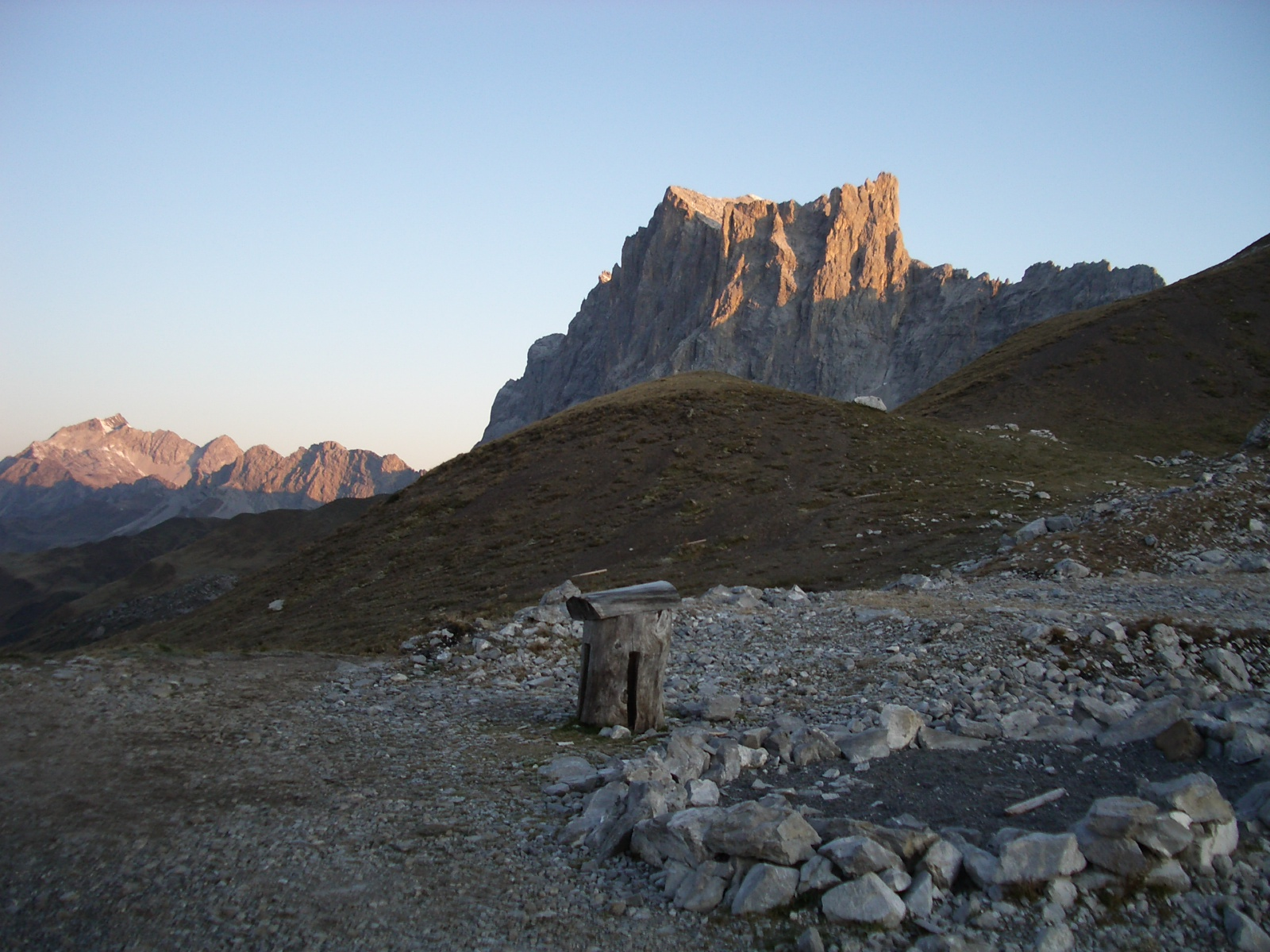
Drei Türme, Blick von der Carschinahütte
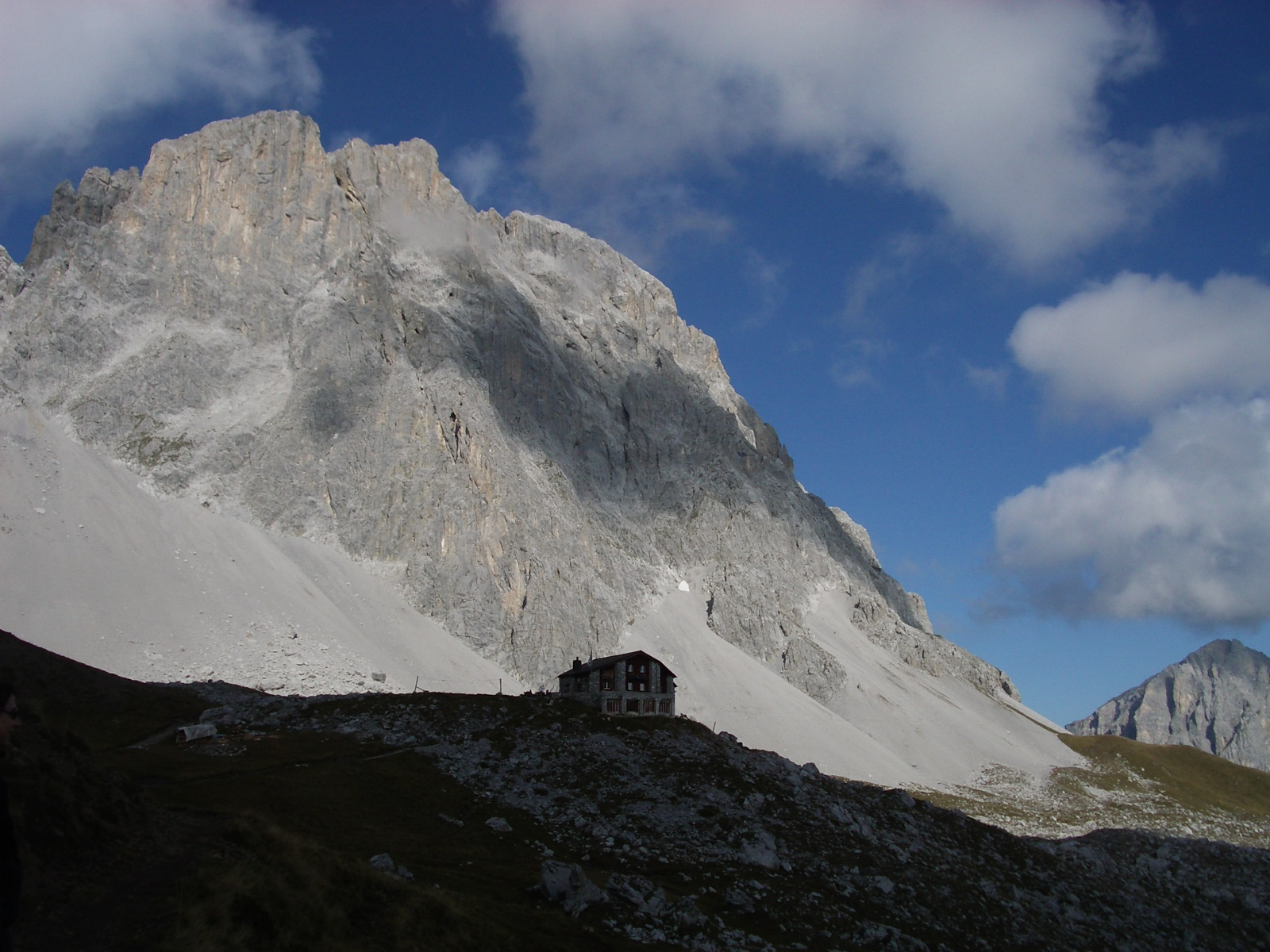
Sulzfluh mit Carschinahütte
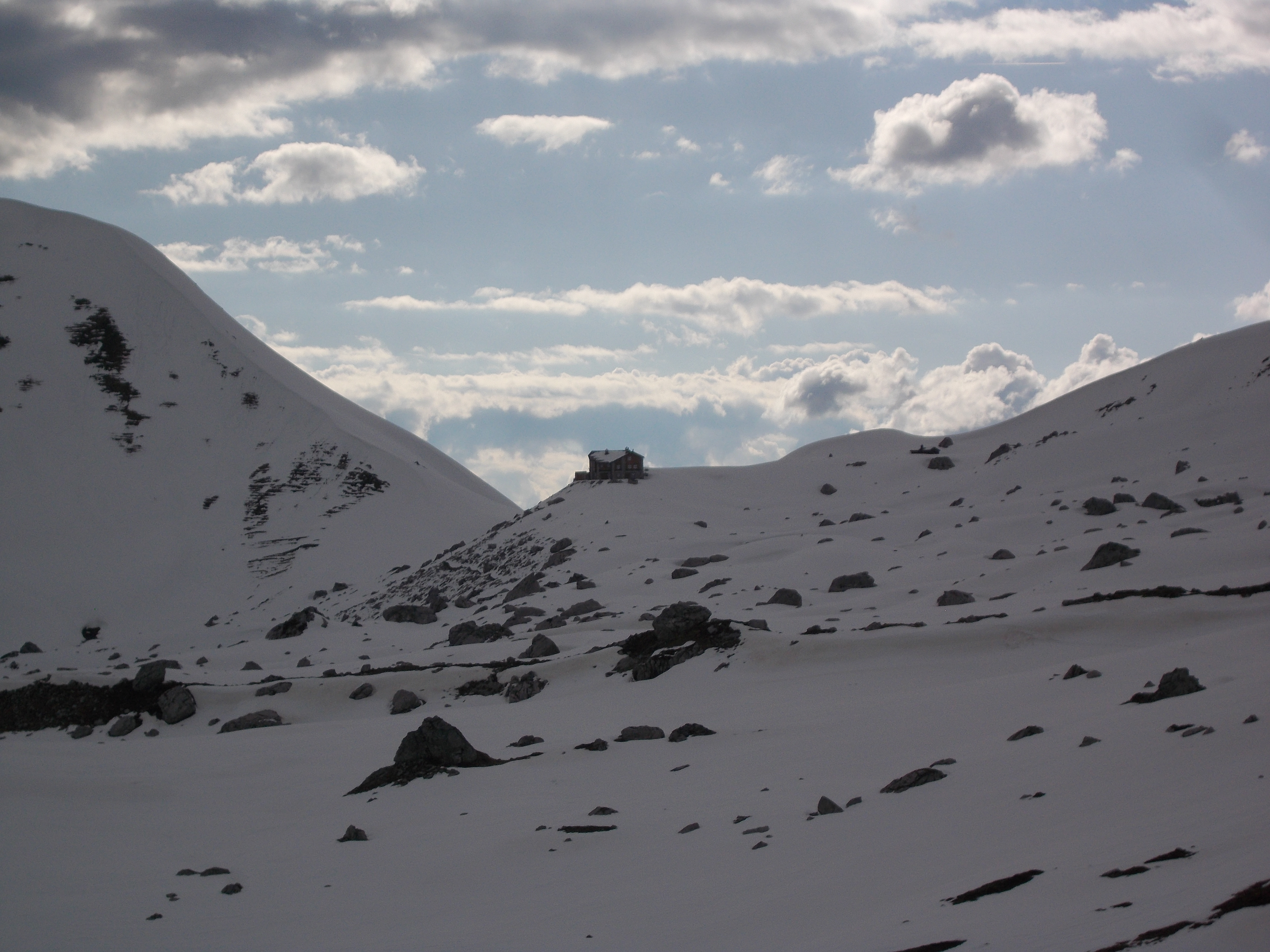
Blick von Osten zum Carschinasattel